# Gournija
Gournija (grško Γουρνιά) je kraj kompleksa minojske palače v regionalni enoti Lasiti na otoku Kreta v Grčiji. Njegovo sodobno ime izvira iz številnih kamnitih korit, ki so na mestu, njegovo prvotno ime za mesto pa ni znano. Prvič je bilo stalno naseljeno v zgodnjih minojskih obdobjih II (približno med 2650-2100 pr. n. št.) in je bilo naseljeno do poznega minojskega obdobja I (približno med 1700-1470 pr. n. št.). Gournija je v 6 milj veliki skupini z drugimi minojskimi arheološkimi najdišči, ki vključujejo Pačjammos, Vasiliki, Monasteraki, Vraika in Kavusi. Najdišče Pseira je blizu, a nekoliko izven grozda.

## Arheologija
Harriet Boyd-Hawes je prvič izkopavala minojsko vas v treh terenskih sezonah v letih 1901, 1903 in 1904. Boydovi in njeni ekipi je uspelo razkriti skoraj celotno mesto, pri čemer so odkrili šestdeset hiš, pokopališče, cestni sistem, ki je vse povezoval in osrednjo zgradbo, ki jo je imenovala 'palača'. Podobne 'palačane' komplekse so našli po vsej Kreti in medtem ko so nedavni znanstveniki izpodbijali to prvotno razlago, izraz 'palački kompleks' ostaja znanstveni izraz zanje, čeprav je napačen. Izkopavali so tudi na mestu Vasiliki, ki leži eno miljo naprej na ožini. V letih 1971, 1972 in 1976 sta Jeffrey Soles in Costis Davaras na tem mestu izvedla dodatna skromna izkopavanja.ref>Davaras, C., "Γουρνιά", ArchDelt, B, 28, pp. 588–589, 1973</ref> Leta 1973 so našli izgubljeni Havesov zvezek, ki je vseboval podrobne opise in najdbe. Od leta 1992 do 1994 je Vance Watrous izvedel raziskavo mesta in njegove okolice. Po sezonah čiščenja v letih 2008 in 2009 je od leta 2010 do 2014 na mestu izkopaval Vance Watrous.
Številne arheološke najdbe iz Gournije hranijo v Arheološkem muzeju v Iraklionu, nekaj pa v muzeju Penn.

## Postavitev
Glavno mesto Gorunija leži 150 do 200 metrov južno od obalnega grebena, ki je 100 metrov južno od severne kretske obale. Na tem obalnem grebenu je pokopališče Sphoungaras. Samo mesto je osredotočeno na palačni kompleks, ki je na osrednji zahodni strani mesta. Na južni strani mesta je javno dvorišče, na severni strani pa jarek, ki ločuje mesto od severnega pokopališča, ki leži 80 metrov severno od jarka med mestom in obalnim grebenom. Učenjaka D. Matthey Buell in John C. McEnroe tudi druge dele mesta označujeta s črkami A, B, C, D, E, F, H in I. Odsek E, F in I mesta je ležal na severni strani mesta, vendar južno od Severnega jarka. Odsek A, B, C in D leži na vzhodni strani mesta, medtem ko oddelek H leži na jugozahodni strani.

## Zgodovina
Naselitev mesta se je začela zgodaj v zgodnjeminojskem obdobju I/II (3100–2200 pr. n. št.) in do zgodnjega minojskega obdobja II (2650–2200 pr. n. št.) je postalo precejšnje mesto. V zgodnjih minojskih obdobjih II/III so se začeli pokopi v skalnatih zatočiščih na grebenu Sphoungaras (z neposrednimi vkopanji na nahajališčih A in B v bližini) in na severnem grebenu (skalna zaklonišča V in VI ter ena zgrajena grobnica, House Tomb III, ki še naprej v uporabi do srednjeminojskega obdobja IA). V srednjeminojskem obdobju IA (2100-1925 pr. n. št.) je bilo zgrajenih pet dodatnih hišnih grobnic (I, II, IV, VII in VIII).
V srednjeminojskem obdobju IB (1925-1875 pr. n. št.) se je začela obsežna gradnja, ki je bila kasneje uničena v srednjeminojskem obdobju II (1875-1700 pr. n. št.). Obnova se je zgodila v srednjeminojskem III. obdobju, ki je vključevalo kompleks palač. Najdišče je svoj največji obseg doseglo nekje med srednjeminojskim III. in poznominojskim II. obdobjem (med 1750 in 1470 pr. n. št.). Njeno območje je obsegalo približno 1,68 hektarja in je vključevalo okoli 64 hiš, kompleks palače in 500 kvadratnih metrov velik mestni trg. Imel je sistem tlakovanih ulic, dolg več kot pol kilometra. Ta naselitev je bila uničena v poznominojskem obdobju IB (1625-1470 pr. n. št.). Druga minojska mesta, vključno z Zakrosom na vzhodu in Agio Triado na zahodu, so sledila istemu zaporedju gradnje in uničenja. Medtem ko vzroki tega uničenja v Gourniji niso znani, je v Agii Tradii znano, da so posledica velikih potresnih dogodkov.
Naselbino so kasneje v poznominojskem obdobju III (1420-1075 pr. n. št.)/mikenskem obdobju ponovno zasedli Mikenci, kar je vključevalo gradnjo megarona.

## Pokopališče v Sphoungarasu in Severno pokopališče
Naravna kamnita zavetja na pokopališču Sphoungaras, odprtine v skali, so Minojcem zagotovile primeren prostor za pokop mrtvih brez potrebe po fizičnem delu pri ustvarjanju ali gradnji grobnic. Pokopališče je bilo stalno v uporabi v obdobju stalne poselitve mesta s strani Minojcev. Inhumacija je bila najprimernejši način odstranjevanja trupel od zgodnje bronaste dobe do pokopa pitosa, kjer so bila trupla položena v velik zabojnik za shranjevanje. Ta metoda je bila uvedena in postala norma okoli 1900-1800 pr. n. št. Te grobove je prva izkopala Harriet Boyd, kasneje pa sta jih leta 1910 ponovno pregledala Richard Seager ter leta 1970 Soles in Davaras. Nekateri najdeni artefakti so bili različne vrste celotnih vaz, nakita in pečatov iz slonovine.
Severno pokopališče so prvi odkrili Boydova in njena ekipa leta 1901, odkrila je, kar je opisala kot »intramuralne pokope«, kasneje pa je zanje skovala izraz »hišne grobnice«. Za razliko od pokopališča v Sphoungarasu so bili tukaj ljudje pokopani v grajenih zgradbah. Posmrtni ostanki so bili odloženi brez posebnega vrstnega reda v grobnico.

### Grobnica I
Hišna grobnica je kvadratna zgradba, ki na vseh straneh meri približno 4 metre. Je na vzhodnem pobočju Severnega pokopališča. Prva ga je izkopala Boydova, leta 1971 pa ga je ponovno obiskala druga ekipa arheologov, pri čemer so našli številne artefakte, za katere se domneva, da so pogrebne daritve. Med najdbami sta bili dve majhni vazi, miniaturni vrč, vrč brez ročajev iz srednjeminojskega obdobja IA (2100-1875 pr. n. št.), ki so bili najdeni in situ; kot tudi srebrni kantaros, dve skledi s ptičjim gnezdom, par bronastih pincet, kamnite vaze, pečati, nakit in fragmenti sarkofagov z ostanki 8 lobanj in drugih neidentificiranih kosti.

### Grobnica II
Druga hišna grobnica je skupaj z grobnico I najbolje ohranjena pogrebna zgradba v Gourniji. Za razliko od grobnice I je ta hišna grobnica pravokotna in sestavljena iz dveh prostorov; je edina grobnica, ki ima oltar. Oltarje običajno najdemo zunaj tolosov, okroglih struktur, kamor so običajno odlagali mrtve, na drugih lokacijah na jugu Krete. Kljub temu bi se grobnica I in II tujcem brez prisotnosti svetišča zdela kot običajni hiši zaradi uporabe istih gradbenih tehnik in arhitekturnega sloga, ki sta bila uporabljena za gradnjo mestnih struktur.
Nekateri artefakti, najdeni v tej hišni grobnici, so bili kamniti pečati, stojala za sadje, tri bronaste pincete, vaze iz terakote, skodelice, vrči, pitosi in larnake. Med njimi so bile drobne kosti z eno lobanjo, ki jo je bilo mogoče rešiti. Kopičenje in vzorec odlaganja človeških ostankov nakazujeta, da so bili ti po popolnem skeletiziranju premaknjeni na stran, da bi naredili prostor za več trupel.

## Galerija
- Sprehajalna pot v Gourniji
- Stopnice v Gourniji
- Stavbni temelji v Gournii
- Kamniti bloki
- Postavitev Gournije
- Terasasta zgradba